# 童道驰
童道驰（1967年10月—），男，汉族，湖南平江人。中华人民共和国政治人物。

## 生平
1984年9月，在北京大学经济管理系国民经济管理专业学习。1988年7月，在中国人民大学行政管理学研究所行政管理学专业读硕士研究生。1991年7月，任中国社会科学院世界经济与政治研究所助理研究员。1992年7月，在加拿大卡尔顿大学公共管理专业读硕士研究生。1994年8月，在美国兰德公司研究生院政策分析专业在职学习，获政策分析博士学位。1999年4月，任世界银行总部企业发展部公司治理局公司治理专家。
2000年10月，任中国证监会规划发展委员会干部。2000年11月，任规划发展委员会委员（副局级）。2001年4月，任证监会上市公司监管部副主任。2004年12月加入中国共产党。2006年8月，任证监会发行监管部副主任。2007年4月，任证监会国际合作部副主任（主持工作）兼发行监管部副主任。2008年2月，任证监会国际合作部主任。2014年4月，任商务部部长助理、党组成员，国务院扶贫开发领导小组成员（2015年10月）。
2016年11月，任湖北省人民政府党组成员。12月，任副省长。2018年11月，任中共海南省委常委、三亚市委书记。

## 落马
2020年11月1日，中央纪委国家监委宣布，童道驰涉嫌严重违纪违法，正在接受紀律審查和監察調查。
2021年4月30日，中央纪委国家监委宣布，童道驰严重违反党的多项纪律，构成严重职务违法并涉嫌受贿犯罪，且在党的十八大后不收敛不收手，性质严重，影响恶劣，应予严肃处理。依法依规决定给予童道驰开除党籍、开除公职处分；收缴其违纪违法所得；将其涉嫌犯罪问题移送检察机关依法审查起诉，所涉财物一并移送。6月4日，童道馳被批准逮捕。9月30日，最高人民检察院发布消息：童道驰涉嫌受贿一案，由国家监察委员会调查终结，经最高人民检察院指定，由广东省深圳市人民检察院审查起诉。童道驰涉嫌内幕交易一案，由广东省深圳市公安局立案侦查，移送深圳市人民检察院审查起诉后，由该院决定并案审查。近日，广东省深圳市人民检察院已向深圳市中级人民法院提起公诉。
2022年1月13日，童道驰受贿、内幕交易一案在深圳市中级人民法院一审开庭。检察机关指控，2004至2020年，童道驰利用职务之便，非法收受他人财物共计折合人民币2.74亿余元。2006年至2007年，童道驰在担任中国证监会发行监管部副主任期间，还将履职时获悉的股票内幕信息告知其亲友，由其亲友在内幕信息敏感期内交易相关股票，情节特别严重。检察机关提请以受贿罪、内幕交易罪追究童道驰的刑事责任。童道驰当庭表示认罪悔罪。
2022年6月2日，廣東省深圳市中級人民法院一審公開宣判中共海南省委原常委、三亞市委原書記童道馳受賄、內幕交易一案，對被告人童道馳以受賄罪判處死刑，緩期二年執行，剝奪政治權利終身，並處沒收個人全部財產，以內幕交易罪判處有期徒刑五年，並處罰金人民幣四百萬元，決定執行死刑，緩期二年執行，剝奪政治權利終身，並處沒收個人全部財產；對童道馳受賄、內幕交易所得財物及其孳息均予以追繳，上繳國庫。童道馳當庭表示服從法院判決，不上訴。
深圳市中級人民法院認為，被告人童道馳的行為依法構成受賄罪、內幕交易罪。童道馳受賄數額特別巨大，犯罪情節特別嚴重，社會影響特別惡劣，給國家和人民利益造成特別重大損失，論罪應當判處死刑。鑑於童道馳到案後能夠如實供述罪行，主動交代辦案機關尚未掌握的大部分受賄事實及內幕交易事實，內幕交易罪構成自首，認罪、悔罪，積極退贓，受賄所得贓款贓物及內幕交易的非法所得已全部追繳，具有法定、酌定的從輕或者減輕處罰情節，對其所犯受賄罪判處死刑，可不立即執行，對其所犯內幕交易罪，可從輕處罰。法庭遂作出上述判決。
2023年1月8日在央视一套播出的电视专题片《永远吹冲锋号》第二集《政治监督》，详细披露了童道驰案的细节。据介绍，2017年7月，中央生态环境保护督察组发现三亚凤凰岛二期项目严重破坏生态环境，点名批评并责令整改。2020年，经过先后三轮督察，凤凰岛二期项目整改工作却一直停滞不前。调查发现，有的党员领导干部仍然舍不得放弃以生态环境为代价的发展模式，个别人还与相关企业存在利益勾连，导致贯彻落实党中央重大决策部署打折扣、搞变通，致使人民群众获得感受到严重损害。与此案相关的还有三亚市原市长王勇。